# زیردریایی نجات رمرس
زیردریایی نجات رمرس (به انگلیسی: Australian Submarine Rescue Vehicle Remora) یک کشتی است.